# Přívoz

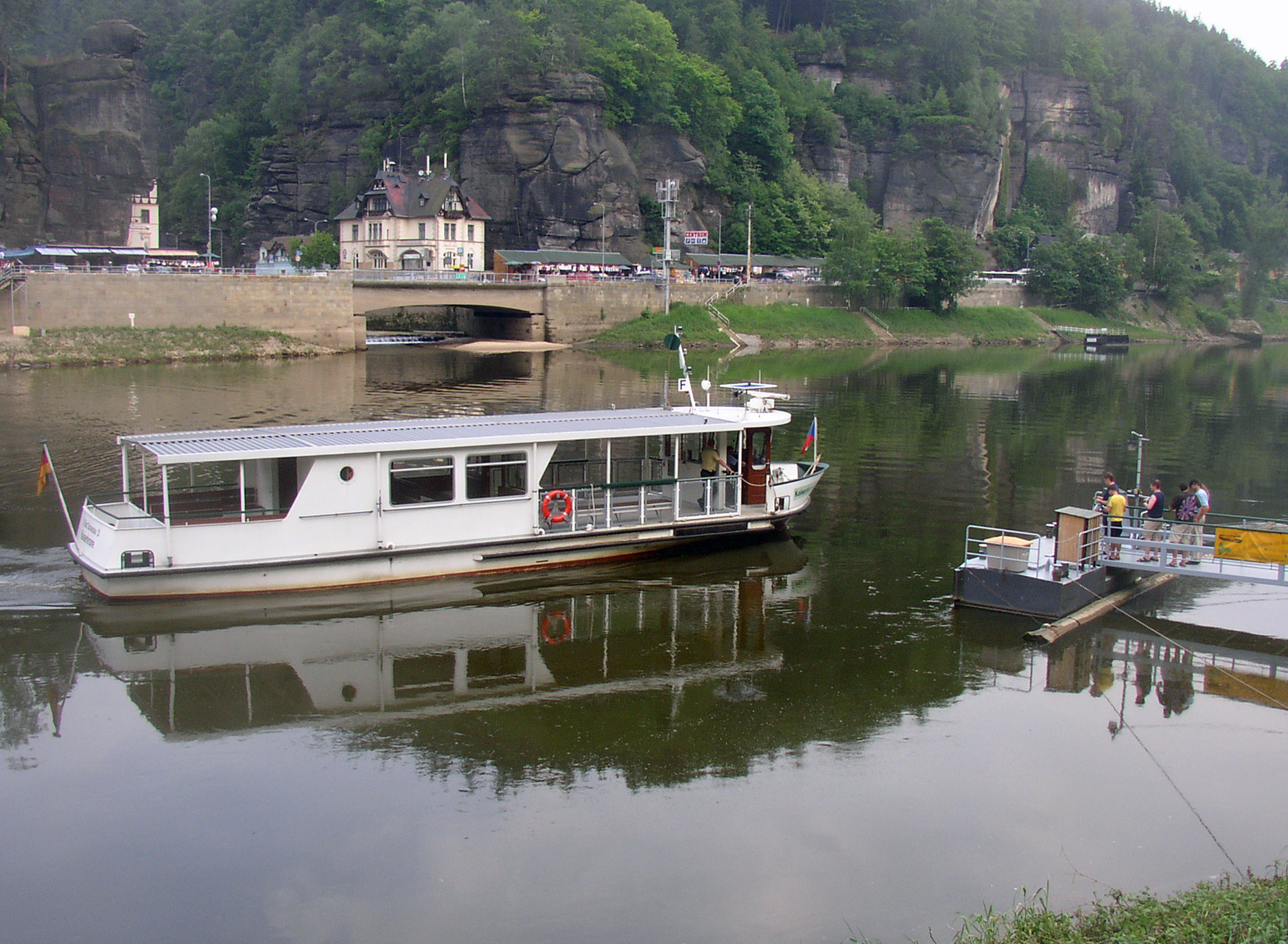
Přívoz na Labi mezi Hřenskem a Schönou je jediným vodním hraničním přechodem v Česku.

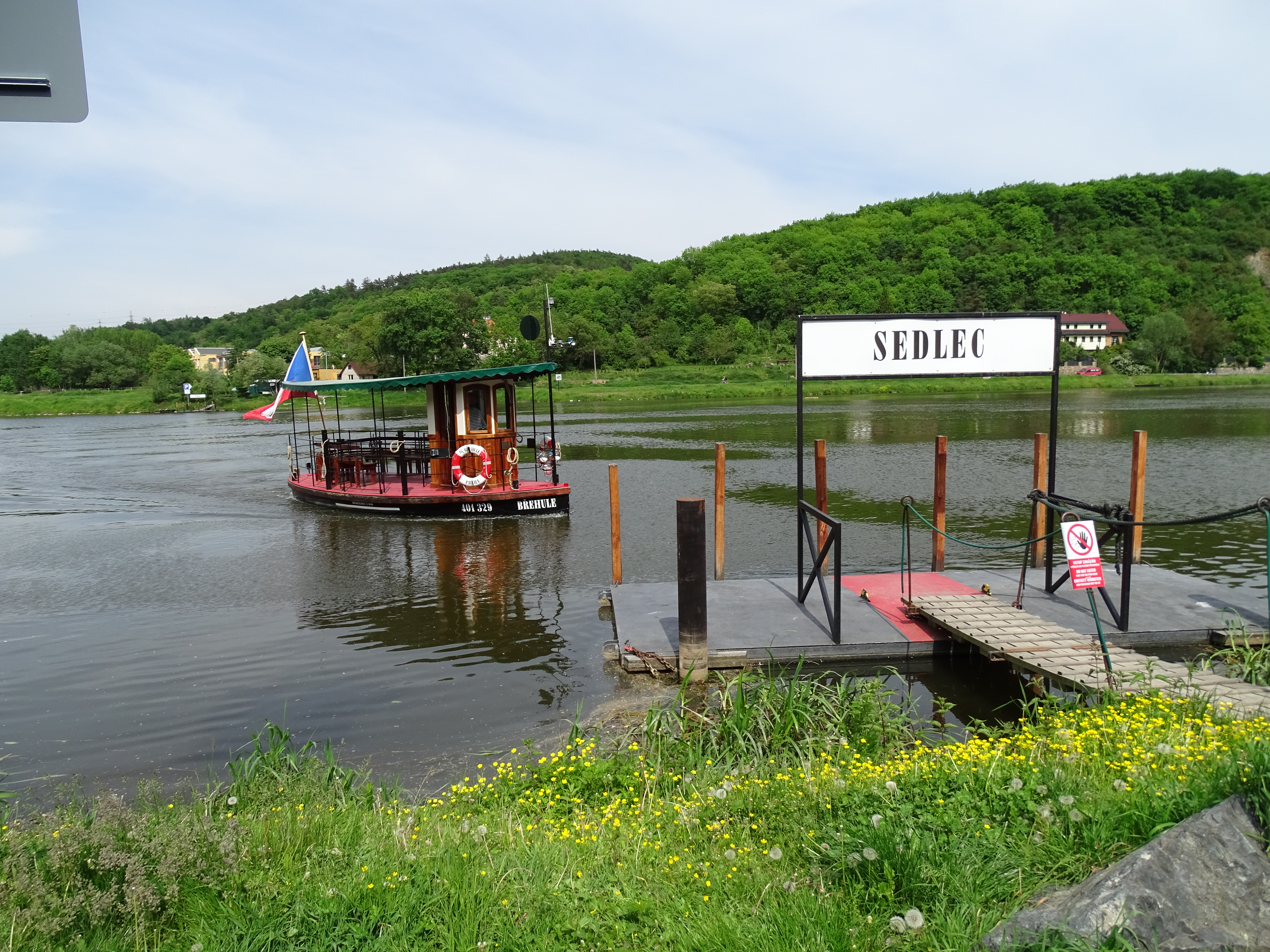
Přívoz Sedlec-Zámky na Vltavě je součástí pražské MHD.

Přívoz je soustava zařízení umožňující překonání řeky nebo obdobné vodní plochy pomocí plavidla. Mořský přívoz (přes úžinu, záliv apod., někdy i přes vzduté ústí řeky), přesněji převozní loď, se nazývá trajekt.
Staročeský výraz přievoz se vývojem změnil na přívoz. Nověji se prosadila též varianta převoz, zejména v odlišných významech (převoz vozidlem) ale pro převážení přes vodu převažuje starší varianta „přívoz“.
Převozní loď je plavidlo, které zajišťuje přepravu napříč vodní cesty a které je jako převozní loď klasifikováno oprávněným orgánem. (čl. 1.01 písm. h Řádu plavební bezpečnosti na vodních cestách České a Slovenské Federativní Republiky, který je přílohou č. 1 k vyhlášce Federálního ministerstva dopravy č. 344/1991 Sb.)
Převozník (ve starší variantě též přívozník) je osoba ovládající převozní loď. Požadavky na jeho způsobilost stanoví v závislosti na významu toku a druhu převozní lodi vyhláška MD č. 224/1995 Sb., o způsobilosti osob k vedení a obsluze plavidel.
Nejjednodušší přívoz tvoří pouze prám, člun nebo loď. Zpravidla má přívoz na obou březích upravené přístaviště, tedy například plochu či hranu k přistávání lodi, můstek, kůly k uvázání lodi. Na jedné straně obvykle bývá budova pro převozníka. Dále bývají přístaviště přívozu vybavena informacemi pro cestující, případně i přístřeškem nebo dalším vybavením. Některé druhy přívozů jsou vybaveny navíc ještě stožáry a soustavou lan užitých k zajištění, případně i k pohonu lodi.
V historii bývaly přívozy zřizovány velmi často ve městech i mimo ně, kde frekventovanější komunikace potřebovala překonat vodu příliš hlubokou na brod. S postupem civilizace je však na většině míst nahradily mosty. V Česku se podle někdejšího přívozu jmenují například obec Kamenný Přívoz na Sázavě a Přívoz na Odře, od r. 1924 součást Ostravy.
Právo přívozu bylo od středověku zpravidla předmětem privilegií, podobně jako správa mostů, s právem vybírat clo či mýtné. V některých případech bylo privilegium spojeno i s provozováním hostince, rybářskými právy a povinnostmi atd. V současném českém právu je k provozování jakékoliv vodní dopravy pro cizí potřeby podle § 33 zákona č. 114/1995 Sb., o vnitrozemské plavbě, nezbytná koncese k provozování vodní dopravy, která se vydává podle živnostenského zákona, přičemž plavební úřad vydává v koncesním řízení stanovisko.
Přívozy se v České republice na dálnicích ani silnicích pravděpodobně dnes již nenacházejí, tj. není znám žádný aktuální případ použití tohoto číslování na přívoz. Přívoz Darová sice spojuje dva úseky silnice III/2316, ale sám podle oficiálního geoportálu součástí této silnice dnes není. Podobně i silnice III/23212 je ukončena u přívozu Nadryby a přívoz s komunikací do Nadryb součástí silniční sítě není.
V Československu podle § 2 odst. 2 zákona č. 147/1949 Sb. a později podle vyhlášky č. 136/1961 Sb. (§ 10 odst. 3) byly přívozy součástí silnic, jejich provozovateli v takovém případě byly okresní správy silnic. Novější prováděcí vyhláška 35/1984 Sb. již přívozy v § 8 nezmiňovala, stejně jako nový silniční zákon 13/1997 Sb. v § 12. Česká ČSN 73 6220 (Evidence mostních objektů na pozemních komunikacích) z roku 2011 v úvodní kapitole 1 výslovně zmiňuje, že se vztahuje i na evidenci tunelů, galerií, zdí, přívozů, brodů a železničních přejezdů, kterým se zpravidla přidělují evidenční čísla podle této normy, a způsobem evidence přívozů na pozemních komunikacích se podrobně zabývá kapitola A.1.35 (evidenční list přívozu, v popisu přívozu se uvádí druh přívozu a jeho celkové uspořádání a pohon, uvádí se volná šířka prámu a šířka přilehlé komunikace v koruně, dovolené zatížení prámu se uvádí do sloupce pro výhradní zatížitelnost) a dále norma obsahuje vzor formuláře B.6 „Evidenční list přívozu“. Fakticky se však tato evidence na žádný přívoz nevztahuje, protože žádný není součástí silniční sítě.

## Druhy přívozů

### Podle pohonu
- přívoz poháněný odpichovacím bidlem nebo veslováním je nejjednodušším a nejstarším druhem přívozu.
- přívoz poháněný motorem - loď se buď pohybuje volně nebo je jištěna lanem, jež je upevněno na jedné straně k lodi a na druhé straně k posuvné spojnici umístěné na vodorovném laně napnutém mezi stožáry. Motor může loď pohánět buď prostřednictvím lodního šroubu, nebo strojním posouváním vodicího řetězu. Typicky je motor spalovací, existují však i přívozy s bateriovým elektrickým pohonem.
- bezmotorový přívoz poháněný proudem řeky - loď je vybavena ještě další soustavou lan, jejichž pomocí ji lze natočit tak, aby ji proud řeky poháněl k požadovanému břehu. Pokud jsou tato lana vedena v úrovni hladiny, nesmí po řece projíždět podélně žádná loď, když je loďka přívozu na opačném břehu řeky, než kde jsou lana upevněna.

### Podle jištění
- nejištěný přívoz
- přívoz s horním jistícím lanem (na stožárech)
- přívoz s jistícím řetězem na dně řeky

## Přívozy v kultuře
Nejznámějším převozníkem je Charón, který podle řeckých mýtů převážel mrtvé do Říše mrtvých (podsvětí, Hádovy říše) přes bájnou řeku zapomnění (u řeckých autorů Acherón nebo Léthé, u latinských autorů Styx).

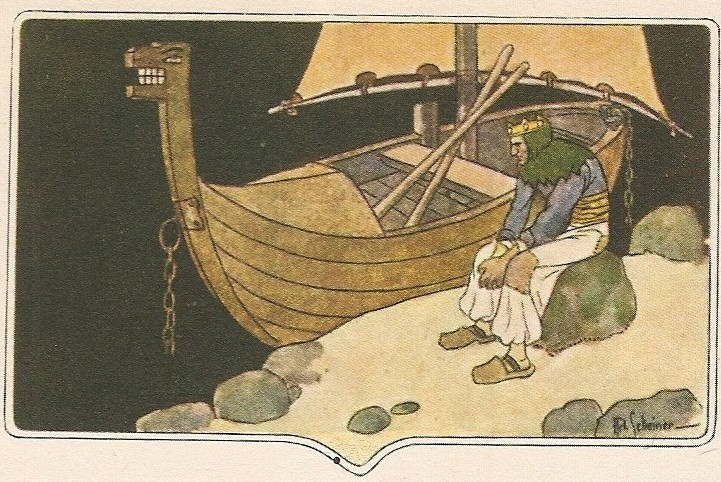
Převozník ve Třech zlatých vlasech děda Vševěda (Artuš Scheiner)

V pohádkách se vyskytuje motiv převozníka, který si stěžuje, že musí pořád převážet tam a zpátky a nikdo ho nevystřídá. Svého prokletí se zbaví jen tak, že někomu dá do ruky veslo. Pak bude muset převážet ten druhý a on bude volný. Tento motiv se vyskytuje například v pohádce „Ďábel se třemi zlatými vlasy“ ze sbírky bratří Grimmů Pohádky pro děti a dům, kde převáženým je král a radu pro převozníka přes něj vzkazuje sám ďábel. V Erbenově pohádce Tři zlaté vlasy děda Vševěda je převáženým Plaváček a radu pro převozníka poskytl děd Vševěd. V almanachu Máje v roce 1860 Erben doplnil tuto pohádku poznámkou o jejím všeslovanském rozšíření a místních variantách včetně německé varianty zachycené bratry Grimmy. Ve většině verzí je lakotný král či kupec potrestán tím, že se stane střídníkem přívozníkovým, v Erbenově verzi pro děti však Plaváček převozníka přechytračí.
Motiv přívozu vystupuje v sérii logistických logických hlavolamů typu Vlk, koza a zelí, spojených s překonáváním řeky.